# Ніньтхуан
Ніньтхуан (в'єт. Ninh Thuận) — провінція на південному сході В'єтнаму. Площа — 3358 км², населення — 564 993 жителів  (2009, перепис). Була утворена у 1991 році шляхом відділення від провінції Біньтхуан. В адміністративному плані поділяється на 1 місто (Фанранг-Тхапчам) і 6 повітів.

## Географія і клімат

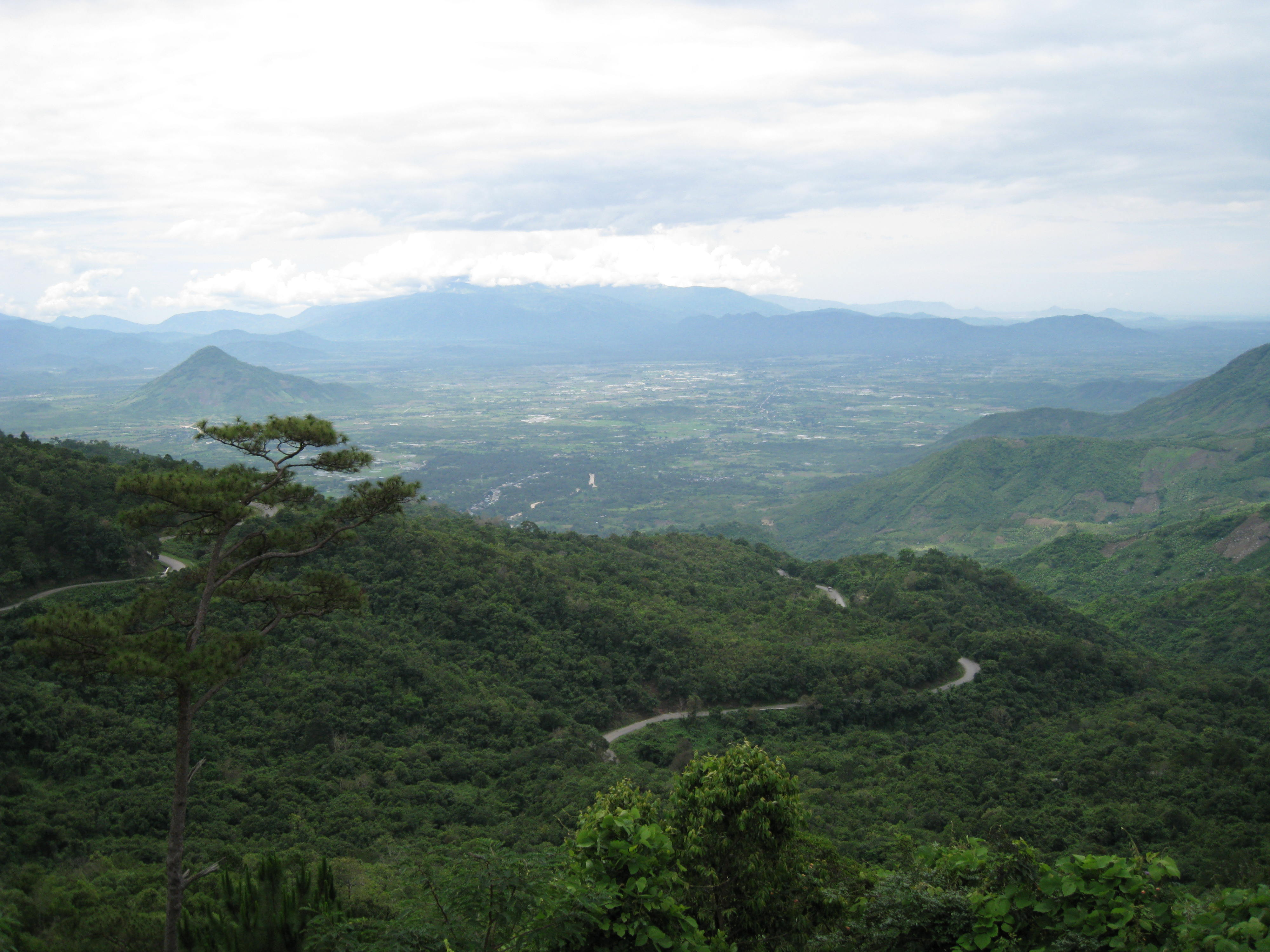
Національний парк Нуйчуа

Найвищі гори знаходяться вздовж західних та північних кордонів провінції, найвища точка досягає 1652 м (гора Шуонгму). Менш високі гори простягнулися уздовж узбережжя, досягаючи 1040 м (гора Чуа). Лише невелика частина Ніньтхуан поблизу міста Фанранг має висоту менше ніж 50 м. Найбільша річка провінції — Дінь. За даними на 2007 рік ліси займали близько 55,7% території провінції.
Клімат регіону — порівняно посушливий, середньорічний рівень опадів у деяких районах не досягає і 800 мм.

## Економіка
Сільське господарство ґрунтується на вирощуванні рису (33 400 га), інші важливі культури включають кукурудзу (14 200 га), тютюн (1300 га), арахіс, кеш'ю, цукрову тростину і кокоси. Урожай 2007 року склав 173 200 т рису і 36 300 т кукурудзи, тобто 0,5% і 0,9% від загальнов'єтнамского показника відповідно. Промисловість розвинена слабо і представлена головним чином харчовою промисловістю та переробкою морепродуктів і різної сировини.

## Населення
Населення за даними перепису 2009 року становило 564 993 особи. Міське населення у 2007 році складало 32,3%, з 2000 по 2007 рік воно зросло на 6%. Середній приріст населення становить 1,5% на рік.
Національний склад населення (за даними перепису 2009 року): в'єтнамці 432 399 осіб (76,53 %), тями 67 274 особи (11,91 %), раглай 58 911 осіб (10,43 %), інші 6 409 осіб (1,13 %).